# Epilampra berlandi
Epilampra berlandi är en kackerlacksart som beskrevs av Morgan Hebard 1921. Epilampra berlandi ingår i släktet Epilampra och familjen jättekackerlackor. Inga underarter finns listade i Catalogue of Life.